# 会いたい (沢田知可子の曲)
「会いたい」（あいたい）は、沢田知可子の8枚目のシングル。1990年（平成2年）6月27日にトーラスレコード（現：ユニバーサルミュージック）より発売された。

## 解説
表題曲は、4枚目のアルバム『I miss you』からシングルカットされた曲。最終的にはミリオンセラーを記録し、自身最大のヒット曲となった。翌1991年の『第24回全日本有線放送大賞』（読売テレビ）でグランプリを受賞し、その年の『第42回NHK紅白歌合戦』にも出場した。
没した恋人を想い、在りし日を回想し会いたい気持ちを募らせる歌。この曲の歌詞をもらった時に沢田は運命的なものを感じたのだという。学生時代、歌手になろうと決意したことをバスケット部の先輩に告白したところ「俺が最初のファンになってやるよ」と彼は言ってくれた。しかし数日後、彼は交通事故で亡くなってしまう。この出来事がこの曲の内容に重なるところがあったという。なお、この事は完全な偶然であり作詞した時点では、沢は沢田のこのエピソードを知らなかった。
カップリングの「Silent Rain」も同じく『I miss you』からのシングルカット。
作曲を担当した財津和夫作品の中で最大の売り上げを記録したが、実態は、財津がデモテープで提出した鼻歌程度の未完成のメロディーを元に、編曲の芳野がほぼ全面的に曲を作り変えて発表した。
詞を手がけた沢は自身が幼い頃に亡くなった実母との思い出から着想を得て、そこからオリジナルのストーリーを作詞した。沢田の学生時代のエピソードは後になって知ったという。またシングル用に書いた曲ではなかったため、死を直接的に表現したとも語っている。
沢田はコンサートで、「友人からかかってきた電話内容を沢ちひろに伝え、作詞してもらった」と語っていた。（後述）

## 収録曲
1. 会いたい [4:53]
作詞：沢ちひろ　作曲：財津和夫　編曲：芳野藤丸
  - テレビ朝日『トゥナイト』エンディングテーマ
  - 日本製粉（現・ニップン）オーマイスパゲッティCMソング
2. Silent Rain [4:59]
作詞：渡辺なつみ　作曲：沢田知可子　編曲：岩本正樹

## 主なカバー
- 杏里 - カバーアルバム『tears of anri』に収録。
- 石川さゆり - コンピレーションアルバム『 エンカのチカラ -GORGEOUS 90's-00's-』に収録。
- 岩崎宏美 - カバーアルバム『Dear Friends IV』に収録。
- エリック・マーティン - カバーアルバム『Mr. Vocalist 3』に収録。
- 城南海 - シングル「あなたに逢えてよかった」に収録
- 小柳ゆき - カバーアルバム『KOYANAGI the COVERS PRODUCT 2』に収録。
- 坂本冬美 - カバーアルバム『Love Songs 〜また君に恋してる〜』に収録。
- Acid Black Cherry - カバーアルバム『Recreation 2』に収録。
- 徳永英明 - カバーアルバム『VOCALIST』に収録。
- Tiara - オリジナルアルバム『Tears』に収録。
- Ms.OOJA - アルバム『Ms.OOJA』に収録。
- マリリン・マーティン - カバーアルバム『Goody's』に収録。
- yu-yu - アルバム『Always』に収録。
- キム・ジョンフン - DVD『The Mobius Strip Tour in Japan~いま逢いに行きます~』に収録。2013年発売。
- 桑田佳祐 - 2019年6月5日発売のライブ・ビデオ『平成三十年度! 第三回ひとり紅白歌合戦』に収録。
- 財津和夫『サボテンの花〜grown up〜』でセルフカバー

## 訴訟騒動
2014年12月8日、作詞を担当した沢ちひろが、著作者人格権を侵害されたとして沢田を相手に歌唱禁止を求めた訴訟を起こしていたことが報道された。
沢田が2014年7月23日に発売した、男性ボーカルとデュエット形式歌唱し、製作したアルバム『Sing with Me -episode 1-』に、「会いたい」を男性ボーカルグループ「INSPi」と共に再歌唱して収録した際に、タイトルを「会いたい～with INSPi」とし、歌詞カードにはない冒頭部分で、沢田が「アイム・イン・ラブ・ウイズ・ユー」と聞き取れる言葉を発したことが、沢側より「これが歌詞改変にあたる」とし、著作権人格侵害を主張し、2014年11月に沢田、アルバムのプロデューサーで沢田の夫である小野澤篤、CDの発売元であるヤマハミュージックアンドビジュアルズ を相手取り、大阪地裁に200万円の損害賠償を求める訴訟を起こした。
この訴訟の件に対し、弁理士の栗原潔は「沢の思い出に基づいて作った詞を沢田が自分の体験談のように説明した」事、「テレビ番組で『安定したい』というタイトルの替え歌を歌った」事、「英語詞を付加してタイトルを変更したバージョンを含むアルバムを販売した」事の三点が関連してのことではないか、との見解を示した（尚、訴訟を起こされたのは、「英語詞を付加してタイトルを変更したバージョンを含むアルバムを販売した」点のみ）。
沢はテレビ朝日の取材に対し「怒りで訴えたわけではない。作詞家の権利を守るつもりで提訴した。」と話していたが、口頭弁論後は「私の中で何かが壊れた。作詞家の権利を行使して歌わせないつもり。」と主張した。
これに対し、被告側となった沢田、小野澤、ヤマハミュージックメディアらは、アルバム収録曲のタイトルは「（〇〇 furthering ⬜︎⬜︎のように）一緒に歌っているグループ名を指すもの」とし、改題との概念はないと主張、また歌詞についても「歌詞カードにない部分は歌詞ではなく、ナレーションのようなものだ」と対抗、請求棄却を求めた。ただしヤマハ側は、楽曲をめぐる周辺への配慮から、発売後の2014年7月31日に販売を一旦中止し、「会いたい」だけ外したアルバムを後に再販している。
2015年1月20日に第1回口頭弁論が開かれ、その後は弁論再開までに双方の証拠提出などの準備が必要となり、のべ３回、弁論準備で口頭弁論再開へ向けて準備書面を交換。著作権侵害の概念や、侵害のとらえ方など、双方が書面で主張を続けてきた。
訴訟が続く中で、沢田は沢に対し「ただただ自分が悪い。やってはいけない事があるんだ、とかみ締めた。」と思うようになり、謝罪をしようにも連絡がとれない絶縁状態となっていた沢に向けて、沢田は「心を込めて『会いたい』を愛して歌うことでしか、彼女に対しての思いは返せない」との贖罪の気持ちで歌い続けていたという。
その後2015年5月に、沢から沢田に直接電話にて連絡があった。沢田は「会いに行って、土下座でもなんでもするから、もう許して。仲直りしてよ。」と正直な思いをぶつけ、沢も「私もやめたいの。私だってちかちゃんと仲良くしたいのよ。」と言い、両名はこの電話を機に和解、7月に沢側より訴状が取り下げられた 。
訴訟が終了した約半年後となる2016年2月に沢が心不全のため死去。沢の遺族から、8年前に2人が作ったまま、未発表となっていた楽曲「冬のほたる」について、『沢もいつ曲を出すのだろうとずっと待っていた。沢の曲を歌ってあげることが、沢自身の一番の喜びだと思う。』とのメールを受け、沢田が同曲を発表することを決意、2017年6月21日に発売したアルバム『こころ唄〜Best&Cover 30〜』に収録された。
沢田は後日沢に対し「私が不義理にしてしまったので、この思いを許してください、としか、もう言えない。天才が遺してくれた宝物を、本当にこれから大事にするしかない。」と語っている。
なお、「会いたい」がヒットしていた当時、ギャグシンガーの嘉門タツオから『替え歌メドレー』のレパートリーに加えたいと打診をかけられており、「会いたい」の替え歌は「3」に入れる予定であったが、沢から「大ヒットしているから今は止めて欲しい」と言われ、やむを得ず「帰ってきた替え唄メドレー4」に入れたというエピソードがある。